# Saison 6 de Nina
Chronologie
Saison 5
Cet article présente le guide des épisodes de la sixième saison de la série télévisée française Nina.

## Distribution

### Acteurs principaux et réguliers
- Annelise Hesme : Nina Auber, infirmière dans le service de médecine interne.
- Thomas Jouannet : Dr Costa Antonakis, chef du service de médecine interne, ex-mari de Nina
- Ilona Bachelier : Lily Antonakis
- Nina Mélo : Leonnie « Leo » Bonheur, infirmière
- Grégoire Bonnet : Dr Samuel Proust, médecin interniste, chef du service de médecine interne
- Muriel Combeau : Gabrielle, cadre de santé du service
- Alix Bénézech : Dorothée Ariès, infirmière dans le service
- Véronique Viel : Maud, la radiologue
- Ambroise Michel : Fred, ex-compagnon de Leo, puis compagnon de Dorothée
- Benjamin Egner : Raphaël Melville, le nouveau directeur de l'hôpital
- Amaury de Crayencour : Hugo Delaunay, médecin urgentiste
- Marie-Christine Adam : Gloria Auber, mère de Nina et gynécologue-obstétricienne
- Isabelle Desplantes : Pr Lecoultre
- Sören Prévost : Dr Charrier

## Épisodes

### Épisode 1:Résiliences
- France : 26 mai 2021 sur France 2

- Benjamin Baroche : Vic
- Frédérique Bel : Rita
- Carole Bianic : Danièle
- Axel Auriant : Jonathan

### Épisode 2:À nos amours
- France : 26 mai 2021 sur France 2

- Jean-Charles Chagachbanian : Nicolas
- Mélanie Maudran : Marcia, ex-femme de Nicolas
- Louis Duneton : Damien Grosjean, interne

### Épisode 3:Le poids des souvenirs
- France : 2 juin 2021 sur France 2

- Anny Duperey : Barbara Carron
- Laurent Spielvogel : Laurent Brunel
- Lorie Pester : Rose

### Épisode 4:Engagements
- France : 2 juin 2021 sur France 2

- Louis Duneton : Damien Grosjean, interne
- Théo Frilet : Le frère de Damien
- Deborah Krey : Alice
- Guillaume Ducreux : Yannis
- Isabelle Tanakil : La mère de Yannis

### Épisode 5:Crash
- France : 9 juin 2021 sur France 2

- Hélène Seuzaret : Fanny
- Diego Mestanza : Lucas
- Samy Gharbi : Redwane
- Samira Lachhab : Nadia

### Épisode 6:Un nouvel espoir
- France : 9 juin 2021 sur France 2

## Audience en France
| Épisodes | Diffusion   | Nb. téléspectateurs (en moyenne) | Parts de marché | Classements des audiences de la soirée |
| -------- | ----------- | -------------------------------- | --------------- | -------------------------------------- |
| 1        | 26 mai 2021 | 3 180 000                        | 13,1 %          | 3e                                     |
| 2        | 26 mai 2021 | 3 020 000                        | 13,9 %          | 3e                                     |
| 3        | 2 juin 2021 | 2 830 000                        | 11,7 %          | 3e                                     |
| 4        | 2 juin 2021 | 2 780 000                        | 12,6 %          | 3e                                     |
| 5        | 9 juin 2021 |                                  |                 |                                        |
| 6        | 9 juin 2021 |                                  |                 |                                        |